# 大家的宝可梦乱战
《大家的宝可梦乱战》是Ambrella开发，宝可梦公司在任天堂3DS发行的免费增值动作游戏。游戏为宝可梦系列游戏之一，是其子系列宝可梦乱战的第四款游戏。游戏于2015年4月通过全球任天堂eShop发行，后通过实体卡带发行。